# Dolsko
Dolsko je razpotegnjeno gručasto središčno naselje s skoraj 700 prebivalci v skrajnem vzhodnem delu Ljubljanskega polja v Občini Dol pri Ljubljani. Nahaja se južno od ceste Šentjakob ob Savi - Litija, nad ježo 2 do 3 m visoke savske terase. Vzhodno od Dolskega reka Sava zapusti ravnino in vstopi v dolino skozi Posavsko hribovje. Južno od kraja je Mlinščica, industrijski rokav reke Kamniške Bistrice, še nekoliko naprej je most čez Savo, prek katerega pelje cesta v Laze pri Dolskem.
V naselju deluje Galerija 19 (Pri Krač), razvit je tudi kmečki turizem.
Zunaj naselja je na vzhodu ob glavni cesti cerkev sv. Agate, zgrajena leta 1500.